# Henk van Riemsdijk

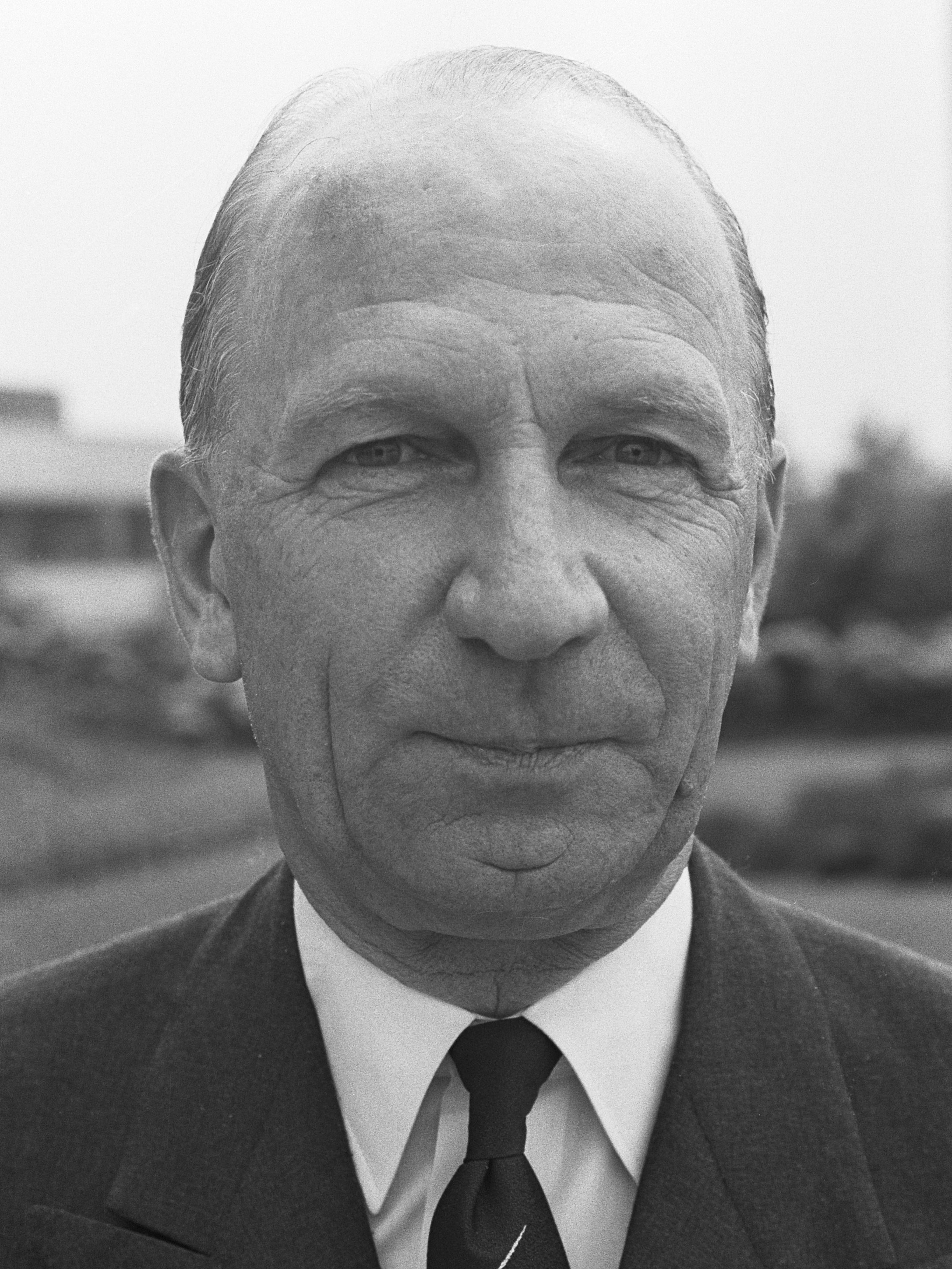
Jhr. H.A.C. van Riemsdijk, president-directeur van Philips (1971)

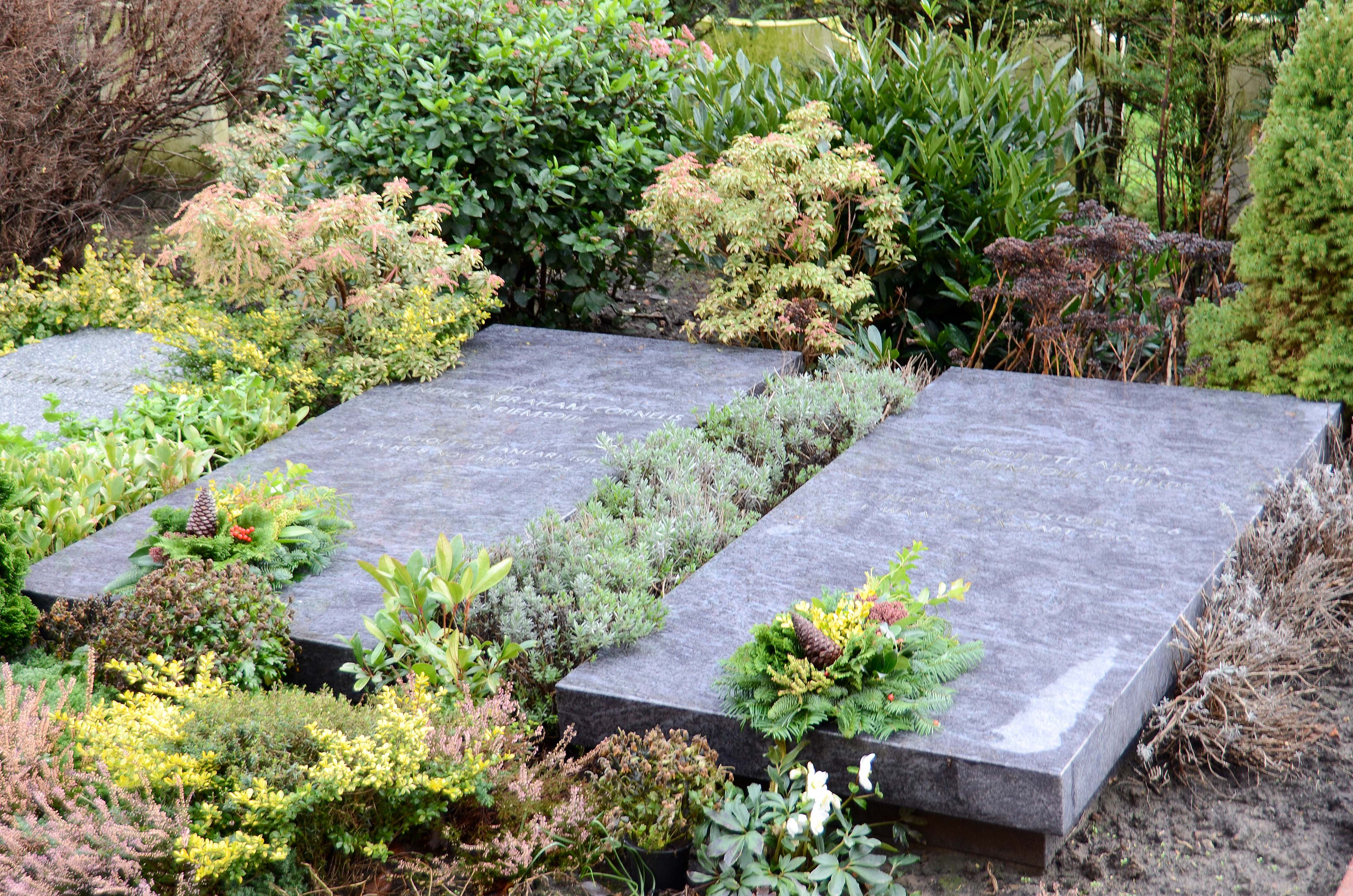
Graven van Henk van Riemsdijk en Henriëtte van Riemsdijk-Philips, Gemeentelijke begraafplaats Woensel, Eindhoven

Hendrik Abraham Cornelis (Henk) van Riemsdijk (Aerdenhout, 10 januari 1911 – Waalre, 8 november 2005) was een Nederlands jonkheer, sportman, bestuurder, bestuursvoorzitter van Philips en topfunctionaris. Van Riemsdijk was het laatste familielid, overigens wel aangetrouwd, dat in het bestuur van Philips zat. Hij was de opvolger van zijn zwager Frits Philips.

## Leven en werk
Hendrik Abraham Cornelis van Riemsdijk, lid van de familie Van Riemsdijk, werd in 1911 te Aerdenhout geboren en was een telg uit een adellijke familie. Zijn grootvader, jonkheer Barthold van Riemsdijk, was van 1897-1922 directeur van het Rijksmuseum. Zijn vader, A.W.G.van Riemsdijk, was directeur van de Opregte Haarlemsche Courant, toneelschrijver en kamerheer in buitengewone dienst van koningin Wilhelmina. 
Henk was bij uitstek een sportman, hij ging al op jonge leeftijd voetballen bij HFC. Hij was rechtsbuiten van het eerste elftal in de jaren 1930 tot 1934 (57 wedstrijden) Zijn beste wedstrijd is, zo wil de overlevering, die waarin HFC in een uitverkocht Olympisch Stadion tegen Zeeburgia het eerste klasseschap heroverde door te winnen met 2-0, met één goal van Van Riemsdijk. Ook tenniste hij ooit in het Daviscupteam.
Op de tennisclub ELTV leerde Henk Jetty Sandberg-Philips (1906-2007) kennen, de jongste dochter van Anton Philips (1874-1951). Zij was voor de 2e maal weduwe met twee kleine zoontjes. In 1938 trouwt Henk van Riemsdijk met haar in Amerika.     
Hij begon zijn carrière in 1934 als commercieel medewerker bij Philips. Nadat hij diverse bestuursfuncties vervulde binnen het genoemde concern werd Van Riemsdijk in 1963 lid van de raad van bestuur van Philips; vijf jaar later werd hij vice-bestuursvoorzitter. Weer drie jaar later werd hij benoemd tot bestuursvoorzitter van Philips, een positie die hij tot 1977 bekleedde. Van Riemsdijk bracht zijn hele werkzame leven bij Philips door. In 1977 werd hij aangesteld als president-commissaris van Philips; Nico Rodenburg volgde hem op als bestuursvoorzitter; tot 1986 was hij werkzaam als voorzitter van de raad van commissarissen van Philips. 
Frederik Philips (1891-1899) · Gerard Philips (1891-1922) · Anton Philips (1922-1939) · Frans Otten (1939-1961) · Frits Philips (1961-1971) · Henk van Riemsdijk (1971-1977) · Nico Rodenburg (1977-1981) · Wisse Dekker (1982-1986) · Cor van der Klugt (1986-1990) · Jan Timmer (1990-1996) · Cor Boonstra (1996-2001) · Gerard Kleisterlee (2001-2011) · Frans van Houten (2011-2022) · Roy Jakobs (2022-heden)
- International Standard Name Identifier: 0000 0003 8741 0979
- Nederlandse Thesaurus van Auteursnamen: 073472980
- Virtual International Authority File: 280330558
- WorldCat: E39PBJk4H3yYJHfhTVXH3jb8G3